# Będków (powiat pajęczański)
Będków – wieś w Polsce położona w województwie łódzkim, w powiecie pajęczańskim, w gminie Rząśnia.
| SIMC    | Nazwa    | Rodzaj     |
| ------- | -------- | ---------- |
| 0550864 | Józefina | przysiółek |

Wieś królewska tenuty brzeźnickiej Bądków, położona w powiecie radomszczańskim województwa sieradzkiego w końcu XVI wieku. W latach 1975–1998 miejscowość należała administracyjnie do województwa piotrkowskiego.